# Ступник (Хорватия)
Ступник (Хорватия) (хорв. Stupnik) — община в Хорватии, входит в Загребскую жупанию. Община включает 3 населённых пункта. По данным 2001 года, в ней проживал 3251 человек. Общая площадь общины составляет 24,9 км².